# 清风店战役旧址
清风店战役旧址，位于中国河北省保定市定州市留早镇西南合村，为保定市定州市的一个省级文物保护单位，类型为近现代文物，公布时间为2001年2月7日。
清风店战役旧址的历史年代为1948年。